# Partido Progresista del Pueblo (Guyana)
El Partido Progresista del Pueblo - Cívico (en inglés: People's Progressive Party - Civic), o simplemente Partido Progresista del Pueblo, abreviado como PPP-C o PPP, es un partido político guyanés fundado el 1 de enero de 1950 por Cheddi Jagan y Forbes Burnham, lo que lo convierte en la organización política más antigua actualmente funcional en el país.

## Historia
Junto con el Congreso Nacional del Pueblo (PNC), fundado en 1957 por Burnham a partir de una escisión del propio partido, el PPP es desde su creación hasta la actualidad es una de las dos principales fuerzas políticas contendientes en Guyana. Es considerado formalmente como un partido de ideología socialista e izquierdista, sin embargo el PPP ha tenido distintas definiciones internas, desde el marxismo-leninismo hasta el progresismo y la democracia social. A pesar de que el Partido Progresista del Pueblo (Guyana) es abiertamente socialdemócrata, dicho partido es miembro del Encuentro Internacional de Partidos Comunistas y Obreros, razón por la cual su membresía en dicho grupo es polémica.
Además de su orientación ideológica, la enorme influencia política ejercida por las cuestiones raciales en Guyana llevan a que el PPP, que fue fundado originalmente como un partido de masas multirracial, reciba mayormente apoyo de la población indoguyanesa, que representan poco más de un tercio de la población, mientras que los afroguyaneses (poco menos de un tercio) tienden a apoyar al PNC. La terminación «Cívico» al final del nombre del partido fue añadida durante la década de 1990 en un intento de alejar los prejuicios raciales del partido, denominándose a los afroguyaneses o miembros de otras razas no indias que apoyan al PPP como parte de la «facción Cívica», encabezada por Sam Hinds, quien fue primer ministro y presidente del país por el partido. Incluso después de la ruptura con el PNC, el PPP continúa considerándose una organización multiétnica, no afectada por las cuestiones raciales.
Desde su fundación, ha gobernado el país dos veces por largos períodos de tiempo, primero con Cheddi Jagan desde 1957 hasta 1964. Durante el período posterior hasta 1992, durante el cual el PNC gobernó de manera fraudulenta, fue la principal fuerza de oposición al gobierno del PNC, encabezado por Burnham y luego por Desmond Hoyte. Tras su victoria en las elecciones generales libres de 1992, Jagan gobernó el país por segunda vez como presidente hasta su muerte en marzo de 1997, siendo sucedido por Sam Hinds, que gobernó hasta las siguientes elecciones, en las cuales se impuso la esposa de Jagan, Janet Jagan, la cual a su vez renunciaría en 1999. Desde entonces hasta 2011, Guyana fue gobernada por Bharrat Jagdeo, quien en dicho año fue sucedido por Donald Ramotar, secretario general del partido desde la muerte de Jagan. En 2015, finalmente, el PPP perdió las elecciones ante David Granger, líder del PNC y candidato de una amplia coalición opositora. No obstante, en las elecciones generales de 2020 el partido obtuvo la victoria con el 50.69% de los votos y 33 de los 65 escaños, lo que le permitió regresar al poder de la mano de Irfaan Ali. En solitario continúa siendo el partido político con más presencia regional, teniendo bajo su control seis de los diez Consejos Democráticos Regionales.
El PPP se fundó el 1 de enero de 1950 como una fusión del Partido Laborista de la Guayana Británica liderado por Forbes Burnham y el Comité de Asuntos Políticos liderado por Cheddi Jagan, y fue el primer partido de masas en el país. Inicialmente fue un partido multiétnico apoyado por trabajadores e intelectuales. El partido celebró su primer congreso el 1 de abril de 1951. Su tercer congreso se celebró en 1953, con Burnham buscando sin éxito convertirse en líder del partido. El partido ganó las elecciones de 1953, ocupando 18 de los 24 escaños elegidos en la Cámara de la Asamblea , lo que resultó en que Jagan se convirtiera en Ministro Principal.
Sin embargo, las reformas sociales radicales de Jagan llevaron a las autoridades británicas a enviar tropas poco después de las elecciones, afirmando que existía la amenaza de una revolución marxista. El gobierno del PPP fue destituido de su cargo y un Consejo Legislativo Interino no electo reemplazó a la Cámara de la Asamblea. Las elecciones generales se celebraron en 1957, momento en el cual el PPP se había dividido en dos facciones, que competían entre sí en las elecciones; la facción liderada por Jagan ganó nueve escaños, mientras que la facción liderada por Burnham ganó tres. Después de las elecciones, la facción de Burnham abandonó el partido para establecer el Congreso Nacional Popular dominado por los afro-guyaneses.(PNC), estableciendo una división étnica entre las dos partes, con el PPP a la izquierda representando al indo-guyanés. El PPP ganó las elecciones de 1961 por un margen del 1,6%, pero recibió casi el doble de escaños en comparación con el PNC, lo que llevó a una grave violencia interracial.
Convencido de que Jagan era probablemente un comunista, el gobierno de Kennedy utilizó la Agencia Central de Inteligencia y obligó a un Reino Unido reacio a ayudar en una campaña de los conservadores y leales a Burnham para desalojar al gobierno del PPP. Se produjeron disturbios, con la esperanza de derrocar al Ministro Principal. En las elecciones de 1964, el PPP obtuvo la mayoría de los escaños, pero el PNC y la Fuerza Unida ganaron más escaños y fueron invitados a formar un gobierno. Jagan se negó a renunciar y el gobernador Richard Luyt tuvo que retirarlo de su cargo.
Tras la independencia y una victoria total del PNC en las elecciones de 1968, la escena política se volvió cada vez más polarizada por la etnicidad y a principios de 1970, el gobierno de Burnham declaró una república organizada según los principios socialistas y fue parte del Movimiento de Países No Alineados. Esta acción cooptó gran parte del programa del PPP, y el PPP finalmente extendió el apoyo limitado al partido gobernante sobre la base de apelaciones al patriotismo y la unidad nacional. La controversia sobre este movimiento llevó al surgimiento de una "tercera fuerza", la Alianza de Trabajadores (WPA) de Walter Rodney, en 1979. Los tres partidos principales se separaron en gran medida del pensamiento marxista, haciendo que la división racial fuera aún más pronunciada. Una serie de elecciones en las décadas de 1970 y 1980 fueron manipuladas por el PNC, que ganó un número creciente de escaños en cada ocasión.
Una apertura política fue iniciada por el presidente del PNC, Desmond Hoyte, a fines de la década de 1980, y las elecciones libres se llevaron a cabo en 1992, lo que resultó en una victoria del PPP y Jagan fue elegido presidente. Murió en marzo de 1997, con Sam Hinds convirtiéndose en presidente. Sin embargo, la viuda de Cheddi, Janet Jagan, fue la candidata del PPP a la presidencia en las elecciones de 1997, que ganó el partido, lo que hizo que Jagan se convirtiera en la primera jefa de estado nacida en Estados Unidos.
Jagan renunció a la presidencia en 1999 debido a problemas de salud y fue sucedido por Bharrat Jagdeo, quien llevó al PPP a la victoria en las elecciones de 2001. Un gran escándalo estalló en 2004 cuando el granjero George Bacchus anunció que tenía pruebas que implicaban al Ministro de Asuntos Internos del PPP, Ronald Gajraj, en la operación de escuadrones de la muerte fantasma que mató a hasta 40 personas, incluido el hermano de George Bacchus. El presidente Jagdeo desestimó rápidamente las acusaciones, aunque el PNC continuó presionando para una investigación exhaustiva. El mismo Baco fue asesinado el 24 de junio de 2004, lo que provocó más indignación y denuncias de un encubrimiento por parte del PNC. Gajraj renunció, a la espera de una investigación por parte de una comisión de investigación del gobierno. Al año siguiente, Gajraj fue exonerado formalmente por la comisión, que sin embargo dijo que tenía una "relación poco saludable" con el crimen organizado. 
El PPP ganó las elecciones de 2006, antes de que Jagdeo se retirara en 2011 para permitir que Donald Ramotar se presentara como el candidato presidencial del partido en las elecciones de ese año. En las elecciones, el PPP obtuvo 32 escaños, Una Asociación para la Unidad Nacional (una alianza que incluye al PNC) 26 y la Alianza para el Cambio siete. Aunque la oposición APNU y AFC habían ganado la mayoría de los escaños (33), el PPP pudo conservar el poder ya que las reglas de la elección significaban que el líder del partido más grande fue nombrado presidente. Como resultado, la AFC y la APNU publicaron una lista combinada para las elecciones de 2015, que obtuvieron 33 escaños, lo que permitió que el líder del PNC, David Granger, se convirtiera en Presidente.
Cinco años después, en las elecciones generales de 2020 el partido obtuvo la victoria con el 50.69% de los votos y 33 de los 65 escaños, lo que le permitió regresar al poder de la mano de Irfaan Ali.

## Presidentes
| N.º | Presidentes       | Presidentes    | Mandato | Mandato     |
| N.º | Presidentes       | Presidentes    | Inicio  | Fin         |
| --- | ----------------- | -------------- | ------- | ----------- |
| 1   | Bandera de Guyana | Cheddi Jagan   | 1992    | 1997        |
| 2   | Bandera de Guyana | Janet Jagan    | 1997    | 1999        |
| 3   | Bandera de Guyana | Bharrat Jagdeo | 1999    | 2011        |
| 4   | Bandera de Guyana | Donald Ramotar | 2011    | 2015        |
| 5   | Bandera de Guyana | Irfaan Ali     | 2020    | En el cargo |

## Resultados electorales
|  | 51.04 % |

|  | 47.51 % |

|  | 42.63 % |

|  | 45.84 % |

|  | 36.49 % |

|  | 26.56 % |

|  | 19.46 % |

|  | 15.77 % |

|  | 53.45 % |

|  | 55.26 % |

|  | 52.96 % |

|  | 54.67 % |

|  | 48.60 % |

|  | 49.19 % |

|  | 50.69 % |